# Kim Ju-ae
Kim Ju-ae (en coreano: 김주애; c. 2012 - 2013) es la hija del líder norcoreano Kim Jong-un y su esposa, Ri Sol-ju.

## Biografía
No se sabe con certeza cuando ella nació. Según Kim Byung-kee, abogado surcoreano, indicó que ella nació en 2013. En 2023, el Servicio de Inteligencia Nacional estimó que ella tendría entre diez u once años de edad.
Aunque el gobierno norcoreano no reveló públicamente su nombre, hay especulaciones sobre el mismo. En 2013, Dennis Rodman, quien tiene una estrecha relación personal con Kim Jong-un, la identificó en un relato de una de sus visitas a Pionyang. Cuando discutian sobre Kim Jong-un y Ri Sol-ju, Rodman describió "[sosteniendo] a su bebé Ju-ae" y describió a Jong-un como un "buen padre" y un "chico asombroso". Sin embargo, un ex-oficial de inteligencia surcoreano, indica que Rodman podría estar equivocado, y que su nombre podría ser Un Ju (en coreano: 은주). Mientras tanto, Ri Il-kyu, diplomático norcoreano que desertó del país en 2023, indicó que su nombre podría ser Ju Ye (en coreano: 주예), y según, los ciudadanos norcoreanos que tenían dicho nombre, fueron obligados a cambiarlo.
Se cree que tiene un hermano mayor nacido en 2010 y un hermano menor, de género desconocido, nacido en 2017.

## Apariciones públicas
Ju-ae apareció en público por primera vez en el lanzamiento de un misil el 18 de noviembre de 2022. La Agencia Telegráfica Central de Corea divulgó fotografías de ella con su padre inspeccionando un misil Hwasong-17 antes de su lanzamiento. Entre finales de noviembre de 2022 y principios de febrero de 2023, hizo cuatro apariciones públicas más.
En los medios norcoreanos, ella fue referida al inicio como "amada" o "querida hija", sin embargo, pronto llegaría a ser referida como "respetada hija", término que está reservado solo para los miembros más honrados de la sociedad norcoreana. Apareció más tarde en otros actos, como las celebraciones de la fundación del Partido del Trabajo de Corea el 10 de octubre de 2024, y en el lanzamiento del destructor Choe Hyon, el 25 de abril de 2025.

## Especulaciones sobre su futuro
Se sospecha que Kim Ju-ae, podría ser la sucesora de su padre en el cargo. En julio de 2024, en una reunión a puerta cerrada, el Servicio de Inteligencia Nacional reportó a los miembros de la Asamblea Nacional de Corea del Sur que Ju-ae estaba siendo entrenada para suceder a su padre como líder supremo de Corea del Norte. Sin embargo, Park Jie-won, ex-director del organismo de inteligencia, rechazó dichos reportes e indicó que los posibles sucesores de Jong-un, por lo general, estaban alejados del ojo público. Mencionó que el gobierno norcoreano era históricamente patriarcal, por lo que un ascenso de Ju-ae como líder suprema era improbable.